# L'ultimo bacio
L'Ultimo Bacio (Brasil: O Último Beijo ) é um filme de comédia dramática e romântica produzido na Itália, dirigido por Gabriele Muccino e lançado em 2001.
A sequência do filme, Baciami Ancora, foi lançado na Itália em fevereiro de 2010.